# I Care a Lot
Pour plus de détails, voir Fiche technique et Distribution.
I Care a Lot est un film américain de Netflix réalisé par J Blakeson, sorti en 2020.

## Synopsis
Marla Grayson est une tutrice  spécialisée auprès de personnes âgées et riches. Aux dépens de ces derniers, elle mène une vie de luxe grâce à ses complices tels que le Dr Amos, qui lui indique des personnes âgées isolées et riches puis manipule leurs dossiers médicaux, Sam Rice, qui dirige la maison de retraite dans laquelle Marla envoie ses clients, et enfin sa partenaire et amante Fran.
Mais sa prochaine victime, Jennifer Peterson, a de très gros secrets. Marla va devoir utiliser son esprit et sa ruse si elle souhaite rester en vie et même s'enrichir.

## Critiques
Jacques Morice parle dans Télérama d'« un thriller superficiel mais amusant ».
Pour Véronique Cauhapé, dans Le Monde, il s'agit d'une « comédie noire saturée de couleurs et de vilains propos, chargée de rebondissements improbables et de thématiques appuyées (notamment sur le féminisme) mais qu’un malin dosage et une belle maîtrise de la mise en scène parviennent à maintenir sur la crête et à rendre jubilatoire ».
Dans Libération, Sandra Onana parle d'un « film bien ficelé et archicynique », d'« un thriller qui mime le féminisme et jubile de ses outrances ».

## Fiche technique
- Titre français : I Care a Lot
- Réalisation : J Blakeson
- Scénario : J Blakeson
- Photographie : Doug Emmett
- Musique : Marc Canham
- Pays d'origine : États-Unis
- Genre : thriller et comédie noire
- Date de sortie : 
  - Monde : 19 février 2021 (Netflix)
- Production : STX Entertainment et Black Bear Pictures

## Distribution
- Rosamund Pike (VF : Laura Blanc ; VQ : Valérie Gagné) : Marla Grayson
- Peter Dinklage (VF : Constantin Pappas ; VQ : Thiéry Dubé) : Roman Lunyov
- Eiza González (VF : Angèle Humeau ; VQ : Catherine Brunet) : Fran
- Dianne Wiest (VF : Annie Sinigalia ; VQ : Claudine Chatel) : Jennifer Peterson
- Chris Messina (VF : Alexis Victor ; VQ : Antoine Durand) : Dean Ericson
- Isiah Whitlock Jr. (VF : Jacques Martial ; VQ : Patrick Chouinard) : Juge Lomax
- Macon Blair (VF : Dimitri Rataud) : Feldstrom
- Alicia Witt (VF : Ariane Aggiage ; VQ : Aline Pinsonneault) : Dr Karen Amos
- Damian Young (VF : François Dunoyer ; VQ : Daniel Picard) : Sam Rice
- Nicholas Logan (VF : Jérémy Bardeau) : Alexi Ignatyev
- Ava Gaudet : Infirmière-chef

## Distinction

### Récompense
- Golden Globes 2021 : Meilleure actrice dans un film musical ou une comédie pour Rosamund Pike